# Brakteaten von Nebenstedt

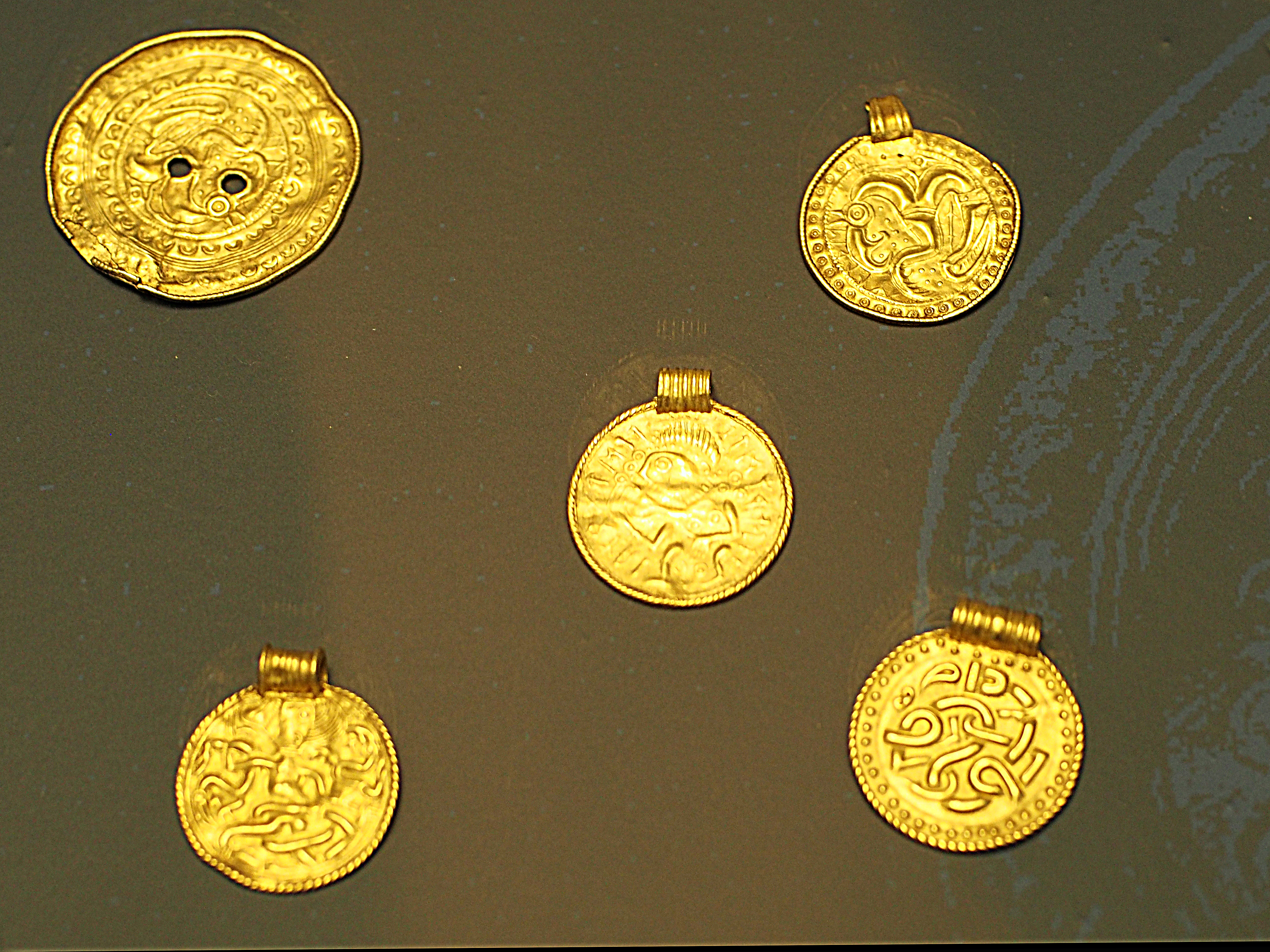
Brakteaten von Nebenstedt

Der Fund der Brakteaten von Nebenstedt aus dem 6. Jahrhundert n. Chr. wurde 1859 bei Entwässerungsarbeiten südlich von Nebenstedt, einem Ortsteil von Dannenberg im Landkreis Lüchow-Dannenberg in Niedersachsen gemacht. Die aus dünnem Goldblech bestehenden 11 gehenkelten Brakteaten wurden wohl an einer Schnur oder einem Ring um den Hals getragen.
Auf fünf Brakteaten – sogenannten B-Brakteaten – ist ein stehender, nach links blickender Mann abgebildet. Drei sind stempelgleich geprägt. Die beiden anderen tragen eine Runenaufschrift: „Ich, der Glanzäugige, weihe diese Runen“ und „Lauch (= Gedeihen), Eigentum, Gott-Roß, Schutz“.
Vier Brakteaten sind stempelgleiche D-Brakteaten. Sie zeigen ein schlangenartiges Tier mit Raubvogelschnabel.
Zwei sind stempelgleiche F-Brakteaten mit einem vogelähnlichen Tier. Einer zeigt vor dem Schnabel des Tieres eine noch unaufgelöste Runeninschrift. 
Bei dem im Moor versenkten Schatz wird es sich um eine Opfergabe handeln.